# Copa Libertadores 1979
Die Copa Libertadores 1979 war die 20. Auflage des wichtigsten südamerikanischen Fußballwettbewerbs für Vereinsmannschaften. 21 Mannschaften nahmen teil. Es nahmen jeweils die Landesmeister der CONMEBOL-Länder und die Zweiten teil. Das Teilnehmerfeld komplettierte Titelverteidiger CA Boca Juniors. Das Turnier begann am 24. Februar und endete am 27. Juli 1979 mit dem Final-Rückspiel. Der paraguayische Vertreter Club Olimpia gewann das Finale gegen Boca Juniors und zum ersten Mal die Copa Libertadores.

## 1. Gruppenphase

### Gruppe 1
| Pl. | Verein             | Sp. | S | U | N | Tore    | Diff. | Punkte |
| --- | ------------------ | --- | - | - | - | ------- | ----- | ------ |
| 1.  | CA Independiente   | 6   | 4 | 1 | 1 | 012:600 | +6    | 09     |
| 2.  | Deportivo Cali     | 6   | 3 | 1 | 2 | 008:700 | +1    | 07     |
| 3.  | CD Los Millonarios | 6   | 2 | 2 | 2 | 008:110 | −3    | 06     |
| 4.  | Quilmes AC         | 6   | 1 | 0 | 5 | 007:110 | −4    | 02     |

|                    |   |                  | Hinspiel | Rückspiel |
| ------------------ | - | ---------------- | -------- | --------- |
| Quilmes AC         | - | CA Independiente | 1:2      | 0:2       |
| CD Los Millonarios | - | Deportivo Cali   | 1:1      | 0:2       |
| CD Los Millonarios | - | CA Independiente | 3:3      | 1:4       |
| Deportivo Cali     | - | Quilmes AC       | 3:2      | 1:3       |
| Deportivo Cali     | - | CA Independiente | 1:0      | 0:1       |
| CD Los Millonarios | - | Quilmes AC       | 1:0      | 2:1       |

### Gruppe 2
| Pl. | Verein                 | Sp. | S | U | N | Tore    | Diff. | Punkte |
| --- | ---------------------- | --- | - | - | - | ------- | ----- | ------ |
| 1.  | Club Olimpia           | 6   | 5 | 0 | 1 | 013:500 | +8    | 10     |
| 2.  | Club Bolívar           | 6   | 4 | 1 | 1 | 018:700 | +11   | 09     |
| 3.  | Club Sol de América    | 6   | 2 | 1 | 3 | 009:120 | −3    | 05     |
| 4.  | Club Jorge Wilstermann | 6   | 0 | 0 | 6 | 005:210 | −16   | 0      |

|                        |   |                        | Hinspiel | Rückspiel |
| ---------------------- | - | ---------------------- | -------- | --------- |
| Club Olimpia           | - | Club Sol de América    | 2:1      | 1:0       |
| Club Bolívar           | - | Club Jorge Wilstermann | 4:0      | 6:0       |
| Club Jorge Wilstermann | - | Club Olimpia           | 0:2      | 2:4       |
| Club Bolívar           | - | Club Sol de América    | 4:1      | 2:2       |
| Club Jorge Wilstermann | - | Club Sol de América    | 2:3      | 1:2       |
| Club Bolívar           | - | Club Olimpia           | 2:1      | 0:3       |

### Gruppe 3
| Pl. | Verein                    | Sp. | S | U | N | Tore    | Diff. | Punkte |
| --- | ------------------------- | --- | - | - | - | ------- | ----- | ------ |
| 1.  | Guarani FC                | 6   | 5 | 0 | 1 | 016:500 | +11   | 10     |
| 2.  | Universitario de Deportes | 6   | 4 | 0 | 2 | 015:150 | ±0    | 08     |
| 3.  | Palmeiras São Paulo       | 6   | 3 | 0 | 3 | 015:110 | +4    | 06     |
| 4.  | Alianza Lima              | 6   | 0 | 0 | 6 | 005:200 | −15   | 0      |

|                           |   |                           | Hinspiel | Rückspiel |
| ------------------------- | - | ------------------------- | -------- | --------- |
| Alianza Lima              | - | Universitario de Deportes | 3:6      | 0:1       |
| Alianza Lima              | - | Guarani FC                | 0:3      | 0:2       |
| Universitario de Deportes | - | Guarani FC                | 3:0      | 1:6       |
| Alianza Lima              | - | Palmeiras São Paulo       | 2:4      | 0:4       |
| Universitario de Deportes | - | Palmeiras São Paulo       | 2:5      | 2:1       |
| Palmeiras São Paulo       | - | Guarani FC                | 1:4      | 0:1       |

### Gruppe 4
| Pl. | Verein            | Sp. | S | U | N | Tore    | Diff. | Punkte |
| --- | ----------------- | --- | - | - | - | ------- | ----- | ------ |
| 1.  | CD Palestino      | 6   | 4 | 2 | 0 | 016:200 | +14   | 10     |
| 2.  | CD O’Higgins      | 6   | 2 | 3 | 1 | 010:400 | +6    | 07     |
| 3.  | Portuguesa FC     | 6   | 0 | 4 | 2 | 004:120 | −8    | 04     |
| 4.  | Deportivo Galicia | 6   | 0 | 3 | 3 | 003:150 | −12   | 03     |

|                   |   |               | Hinspiel | Rückspiel |
| ----------------- | - | ------------- | -------- | --------- |
| CD O’Higgins      | - | CD Palestino  | 1:1      | 0:1       |
| Deportivo Galicia | - | Portuguesa FC | 1:1      | 1:1       |
| Deportivo Galicia | - | CD Palestino  | 1:1      | 0:5       |
| Portuguesa FC     | - | CD O’Higgins  | 1:1      | 1:1       |
| Portuguesa FC     | - | CD Palestino  | 0:2      | 0:6       |
| Deportivo Galicia | - | CD O’Higgins  | 0:1      | 0:6       |

### Gruppe 5
| Pl. | Verein                     | Sp. | S | U | N | Tore    | Diff. | Punkte |
| --- | -------------------------- | --- | - | - | - | ------- | ----- | ------ |
| 1.  | Club Atlético Peñarol      | 6   | 4 | 2 | 0 | 010:200 | +8    | 10     |
| 2.  | Nacional Montevideo        | 6   | 2 | 3 | 1 | 007:300 | +4    | 07     |
| 3.  | CD El Nacional             | 6   | 2 | 1 | 3 | 006:100 | −4    | 05     |
| 4.  | Club Técnico Universitario | 6   | 0 | 2 | 4 | 004:120 | −8    | 02     |

|                       |   |                            | Hinspiel | Rückspiel |
| --------------------- | - | -------------------------- | -------- | --------- |
| CD El Nacional        | - | Club Técnico Universitario | 2:1      | 1:1       |
| Club Atlético Peñarol | - | Nacional Montevideo        | 0:0      | 1:1       |
| Club Atlético Peñarol | - | Club Técnico Universitario | 4:0      | 1:0       |
| Nacional Montevideo   | - | Club Técnico Universitario | 2:0      | 1:1       |
| Nacional Montevideo   | - | CD El Nacional             | 3:0      | 0:1       |
| Club Atlético Peñarol | - | CD El Nacional             | 2:1      | 2:0       |

## 2. Gruppenphase

### Gruppe 1
| Pl. | Verein                | Sp. | S | U | N | Tore    | Diff. | Punkte |
| --- | --------------------- | --- | - | - | - | ------- | ----- | ------ |
| 1.  | Boca Juniors          | 4   | 2 | 1 | 1 | 003:100 | +2    | 05     |
| 1.  | CA Independiente      | 4   | 2 | 1 | 1 | 002:200 | ±0    | 05     |
| 3.  | Club Atlético Peñarol | 4   | 0 | 2 | 2 | 000:200 | −2    | 02     |

|                       |   |                       | Hinspiel | Rückspiel |
| --------------------- | - | --------------------- | -------- | --------- |
| Club Atlético Peñarol | - | CA Independiente      | 0:0      | 0:1       |
| Boca Juniors          | - | Club Atlético Peñarol | 1:0      | 0:0       |
| CA Independiente      | - | Boca Juniors          | 1:0      | 0:2       |

#### Entscheidungsspiel um den Gruppensieg
|              | Ergebnis |                  |
| ------------ | -------- | ---------------- |
| Boca Juniors | 1:0      | CA Independiente |

### Gruppe 2
| Pl. | Verein       | Sp. | S | U | N | Tore    | Diff. | Punkte |
| --- | ------------ | --- | - | - | - | ------- | ----- | ------ |
| 1.  | Club Olimpia | 4   | 3 | 1 | 0 | 008:200 | +6    | 07     |
| 2.  | Guarani FC   | 4   | 0 | 3 | 1 | 004:500 | −1    | 03     |
| 3.  | CD Palestino | 4   | 0 | 2 | 2 | 002:700 | −5    | 02     |

|              |   |              | Hinspiel | Rückspiel |
| ------------ | - | ------------ | -------- | --------- |
| CD Palestino | - | Guarani FC   | 0:0      | 2:2       |
| Club Olimpia | - | Guarani FC   | 2:1      | 1:1       |
| CD Palestino | - | Club Olimpia | 0:2      | 0:3       |

## Finale

### Hinspiel
| Club Olimpia                                                       | Club Olimpia | Boca Juniors | Boca Juniors |
| ------------------------------------------------------------------ | --- | --- | ------------ |
| Club Olimpia                                                       | \| 22. Juli 1979 in Asunción, Paraguay (Estadio Defensores del Chaco) \| \| Ergebnis: 2:0 (2:0) \| \| Zuschauer: 50.000 \| \| Schiedsrichter: Gastón Castro ( Chile) \|                                   | \| 22. Juli 1979 in Asunción, Paraguay (Estadio Defensores del Chaco) \| \| Ergebnis: 2:0 (2:0) \| \| Zuschauer: 50.000 \| \| Schiedsrichter: Gastón Castro ( Chile) \|                                                          | Boca Juniors |
| Club Olimpia                                                       | Ever Hugo Almeida – Roberto Paredes, Rubén Jiménez, Alicio Solalinde, Carlos Kiese, Miguel Piazza, Evaristo Isasi, Luis Torres, Enrique Villalba, Hugo Talavera, Osvaldo Aquino Cheftrainer: Luis Cubilla | Hugo Gatti – Vicente Pernía, Armando Capurro, Roberto Mouzo, Miguel Bordón, Jorge Benítez (José Palacios), Rubén Suñé, Carlos Horacio Salinas, Ernesto Mastrángelo, Carlos Salguero, Juan Rocha Cheftrainer: Juan Carlos Lorenzo | Boca Juniors |
| Club Olimpia                                                       | 1:0 Osvaldo Aquino (2.) 2:0 Miguel Piazza (27.) | | Boca Juniors |
| 22. Juli 1979 in Asunción, Paraguay (Estadio Defensores del Chaco) | | |              |
| Ergebnis: 2:0 (2:0)                                                | | |              |
| Zuschauer: 50.000                                                  | | |              |
| Schiedsrichter: Gastón Castro ( Chile)                             | | |              |

### Rückspiel
| Boca Juniors                                                        | Boca Juniors | Club Olimpia | Club Olimpia |
| ------------------------------------------------------------------- | --- | --- | ------------ |
| Boca Juniors                                                        | \| 27. Juli 1979 in Buenos Aires, Argentinien (Estadio Camilo Cichero) \| \| Ergebnis: 0:0 \| \| Zuschauer: 65.000 \| \| Schiedsrichter: Juan Daniel Cardellino ( Uruguay) \|                                                                    | \| 27. Juli 1979 in Buenos Aires, Argentinien (Estadio Camilo Cichero) \| \| Ergebnis: 0:0 \| \| Zuschauer: 65.000 \| \| Schiedsrichter: Juan Daniel Cardellino ( Uruguay) \|                                                              | Club Olimpia |
| Boca Juniors                                                        | Hugo Gatti – Vicente Pernía, Francisco Sá, Armando Capurro, Miguel Bordón, Jorge Benítez, Rubén Suñé, Mario Zanabria (Carlos Salguero), Ernesto Mastrángelo, Carlos Horacio Salinas, Juan Rocha (José Palacios) Cheftrainer: Juan Carlos Lorenzo | Ever Hugo Almeida – Alicio Solalinde, Roberto Paredes, Rubén Jiménez, Miguel Piazza, Luis Torres (Jorge Guasch), Carlos Kiese, Hugo Talavera, Evaristo Isasi, Enrique Villalba, Osvaldo Aquino (Rogelio Delgado) Cheftrainer: Luis Cubilla | Club Olimpia |
| 27. Juli 1979 in Buenos Aires, Argentinien (Estadio Camilo Cichero) | | |              |
| Ergebnis: 0:0                                                       | | |              |
| Zuschauer: 65.000                                                   | | |              |
| Schiedsrichter: Juan Daniel Cardellino ( Uruguay)                   | | |              |